# Lost Planet 3
Lost Planet 3 (ロスト プラネット 3 Rosuto Puranetto 3) là một game hành động phiêu lưu bắn súng góc nhìn thứ ba được Spark Unlimited phát triển và Capcom phát hành cho Microsoft Windows, PlayStation 3 và Xbox 360 vào năm 2013. Trò chơi là phần tiền truyện của Lost Planet: Extreme Condition và Lost Planet 2 và diễn ra trên cùng một hành tinh E.D.N. III. Trò chơi có cách tiếp cận kể chuyện theo cốt truyện nhiều hơn cho phần chiến dịch tương tự như phần đầu tiên. Không giống như các phần trước đây trong sê-ri do Capcom phát triển nội bộ, trò chơi được Spark Unlimited phát triển bên ngoài với Matt Sophos làm giám đốc trò chơi, mặc dù nhà sáng tạo sê-ri Kenji Oguro vẫn gắn bó với vai trò giám đốc sáng tạo dòng game này.

## Cốt truyện
Phần tiền truyện trong  bản này diễn ra rất lâu trước phần đầu tiên, sau câu chuyện về Jim Peyton tiết lộ những sự kiện dẫn đến bản gốc.
Sau khi suýt bị chôn sống trong hang động, một người già cả tên là Jim Peyton được cháu gái Diana tìm thấy. Nhận ra rằng ông lão không còn sống được bao lâu nữa, ông bắt đầu nói với cô rằng mình đến với E.D.N. III. Năm mươi năm trước để tìm cách hỗ trợ gia đình, Jim đành tham gia một cuộc thám hiểm nhằm khai thác nguồn tài nguyên trên E.D.N III. Được tài trợ bởi tập đoàn NEVEC, đoàn thám hiểm hy vọng sẽ khai thác "Năng lượng Nhiệt" của E.D.N III, một chất giống như máu có thể giải quyết vấn đề Năng lượng Trái Đất. Jim tới gặp Tiến sĩ Kendric Kovac, giám đốc điều hành Phil Braddock, Tiến sĩ Roman, kỹ thuật viên trưởng Gale và đông nghiệp là tay phi công Rig tên Laroche. Trong lúc sửa chữa rơle comms, Jim bắt đầu nghi ngờ có một kẻ phá hoại trên căn cứ khi anh nhìn thấy ai đó ở gần rơle bị hỏng. Anh thấy rằng Tiến sĩ Roman cũng có nhận định tương tự, nhưng gạt bỏ sự nghi ngờ ấy và tập trung vào làm việc để hỗ trợ gia đình mình.
Một thời gian sau Jim tình cờ nhìn thấy một căn cứ NEVEC bị bỏ hoang tiết lộ rằng đoàn thám hiểm này không phải là những người đầu tiên đáp xuống E.D.N III như họ đã nói. Những hồ so cuối cùng kể rõ chủng loài Akrid đang tấn công căn cứ và giết chết cư dân. Cố gắng rời đi, Jim chiến đấu với một con Akrid đồ sộ khiến rig của anh bị hư hại và anh suýt chết trước khi anh được người phụ nữ cứu giúp mà anh nhìn thấy trong rơle comms. Anh ta tỉnh dậy trong một khu định cư vài ngày sau đó, được chữa lành. Người phụ nữ tự giới thiệu mình là Mira và người của cô ấy là "Kẻ bị lãng quên" (Forgotten), những cư dân còn sống sót sau nỗ lực thuộc địa đầu tiên của NEVEC. Thủ lĩnh của họ, Soichi, cha của Mira, không tin tưởng Jim nhưng cho phép anh ta rời khỏi nơi ở của họ sau khi đền đáp ơn cứu mạng theo thỏa thuận rằng anh ta không được tiết lộ sự tồn tại của họ.
Quay trở lại căn cứ, anh thấy nơi này bị bầy Akrid tấn công tới tấp, kết quả từ một thí nghiệm của Tiến sĩ Kovac, người đang nghiên cứu cách kiểm soát chúng. Jim đối mặt với Braddock nhờ việc phát hiện ra thuộc địa đầu tiên. Braddock giải thích rằng cha anh ta là thủ lĩnh thuộc địa trước khi nó bị mất, và để duy trì nguồn tài trợ của đoàn thám hiểm từ NEVEC, anh ta phải giữ bí mật vụ việc. Jim đồng ý giữ bí mật thuộc địa và giúp anh ta điều tra những gì đã xảy ra, giữ bí mật về Forgotten. Vài tháng trôi qua và với sự giúp đỡ của Forgotten, Jim có thể nhớ lại thông tin về những gì đã xảy ra và kể cho Braddock nghe. Anh ta bị sốc khi thấy rằng khi thuộc địa bị tấn công, cha anh ta đã từ bỏ nó để tới cứu hai mẹ con Braddock. Jim cố gắng nói với Braddock về Forgotten nhưng bị gián đoạn khi anh ta phải ráng bảo vệ căn cứ khỏi một con Akrid. Trong những tháng tiếp theo Jim gần gũi hơn với Forgotten và Đoàn thám hiểm, dự định mang Braddock và Soichi hợp sức cùng nhau để họ có thể giải quyết quá khứ của mình.
Trước khi anh bắt tay vào làm thì NEVEC bất ngờ tiếp quản Đoàn thám hiểm. Họ bắt đầu tìm kiếm Tiến sĩ Roman, người với sự giúp đỡ của Jim đã nghiên cứu về việc tạo ra các mạch nhiệt năng tinh khiết nhất thành hình tam giác, tuy nhiên anh phát hiện ra Tiến sĩ Roman đã chết và trong cơn thịnh nộ giết chết một người lính NEVEC gần đó có lẽ đã giết cô. Bây giờ quyết tâm ngăn chặn NEVEC, Jim và Forgotten chuẩn bị phá hoại các nỗ lực khai thác của họ với sự giúp đỡ của Gale. Tuy nhiên, trong lúc tiến hành kế hoạch này thì họ phải đối mặt với Laroche, kẻ được NEVEC phái đến ngăn chặn họ. Anh ta tiết lộ rằng mình đã gọi NEVEC đến căn cứ này sau khi thấy Jim gặp Mira và NEVEC đang tấn công Forgotten. Jim đánh bại Laroche nhưng tha mạng cho hắn ta và tìm đường đến khu định cư của Forgotten. Soichi bị giết và Jim buộc phải đầu hàng khi phát hiện NEVEC đã bắt giữ con tin của gia đình mình.
Sử dụng Nghiên cứu bị Đánh cắp của Tiến sĩ Romans kết hợp với Tiến sĩ Kovacs gây nhức nhối cho NEVEC có Kế hoạch cứu Trái Đất. Braddock giúp Jim chạy trốn và giải thoát gia đình và phi hành đoàn, bao gồm cả Laroche bất chấp những gì hắn ta đã làm, anh ta hy sinh khi giết đám lính của Neven. Đuổi theo viên chỉ huy chiến trường của NEVEC, Isenberg, Jim phá hỏng kế hoạch kiểm soát Akrid và dùng chúng để quét sạch phiến quân và vì vậy NEVEC không thể khai thác Năng lượng tinh khiết của hành tinh này và cứu lấy Trái Đất, Jim dừng lại kế hoạch của Isenberg bằng cách giết hắn nhưng suýt nữa thì bỏ mạng.
Do NEVEC đã đánh bại phi hành đoàn thám hiểm và Forgotten trở thành những tên cướp biển tuyết đầu tiên. Gale và Mira sử dụng nghiên cứu của Soichi để tạo ra Harmonizer, một thiết bị sử dụng năng lượng nhiệt để chữa bệnh cho người dùng. Hiện tại Jim xin lỗi cô cháu gái của mình vì đã để lại một di sản buộc cô phải chiến đấu trước khi qua đời. Rồi Laroche già cả tìm thấy họ và giải cứu Diana. Diana rất buồn trước sự ra đi của ông nội nhưng mong chờ khả năng chiến thắng cuộc chiến và lấy lại hành tinh từ NEVEC.

## Lối chơi
Sử dụng cơ chế dựa trên nhiệm vụ của trò chơi, người chơi có thể chọn thực hiện các nhiệm vụ cốt lõi để phát triển câu chuyện hoặc nhiệm vụ phụ để giúp đỡ dân định cư trên hành tinh này. Trò chơi sẽ cho phép người chơi khám phá các khu vực theo phong cách tương tự như game nhập vai với khả năng nói chuyện với các nhân vật NPC, nhận nhiệm vụ phụ, nâng cấp thiết bị và xây dựng các giàn khoan hai chân của riêng họ bằng cách sử dụng các vật phẩm thu thập trong suốt chiến dịch. Năng lượng nhiệt sẽ không còn gắn liền với hỗ trợ cột máu của các nhân vật, và thay vào đó chủ yếu sẽ được sử dụng như một hình thức tiền tệ, giúp người chơi tự do hơn để khám phá E.D.N. III. Một lần nữa, các nhân vật phản diện trong game là Akrid, cư dân bản địa "ngoài hành tinh" của hành tinh E.D.N. III.

## Đón nhận
Lost Planet 3 nhận được các đánh giá "trái chiều" trên tất cả các nền tảng theo trang web tổng hợp kết quả đánh giá Metacritic. Tại Nhật Bản, Famitsu cho phiên bản PlayStation 3 và Xbox 360 số điểm một chín, một tám, một bảy và một chín cho tổng số 33/40.
The Escapist đã cho phiên bản Xbox 360 ba sao trên năm sao và gọi nó là "một game bắn súng góc nhìn thứ ba rất tốt [mà] bị hủy hoại bởi một số yếu tố về lối chơi lặp đi lặp lại và thiếu chiều sâu với cơ chế và câu chuyện của nó."  Tuy nhiên, The Digital Fix đã cho phiên bản PS3 bốn trên mười điểm và tuyên bố: "Hai điều tích cực để loại bỏ mọi thứ là [sic] rằng nó được cho là tựa game hay nhất mà Spark từng sản xuất và không tệ như Aliens: Colonial Marines." Digital Spy đã chấm cho game một số điểm tương đương với hai sao trên năm sao và nói rằng đó không phải là "nguyên nhân thất lạc. Có một số cảm xúc chân thật được tìm thấy trong cốt truyện của nó và sự đa dạng trong chiến đấu của nó, nhưng điều này đã bị hủy hoại bởi lối chơi cốt lõi không gốc gác và thiết kế màn chơi mờ nhạt."
Lost Planet 3 đã bán được 27.503 bản PlayStation 3 trong tuần đầu tiên được bán tại Nhật Bản, doanh số thấp nhất ra mắt trong số các phần được đánh số của dòng game này. Báo cáo về năm tài chính của mình, Capcom đã mô tả doanh số của trò chơi là "dưới mức mong đợi", "một phần do tăng cường cạnh tranh ở thị trường châu Âu và Mỹ".

### Giải thưởng
Vào tháng 1 năm 2014, các cây bút của Lost Planet 3 là Richard Gaubert, Orion Walker và Matt Sophos đã được đề cử cho Outstanding Achievement in Videogame Writing của Hội Nhà văn Mỹ cùng với Assassin’s Creed IV: Black Flag, Batman: Arkham Origins, God of War: Ascension và The Last of Us (trò sau cùng mới là người chiến thắng).